# Wolfram Lorenzen
Wolfram Lorenzen (* 14. Mai 1952 in Freiburg im Breisgau; † 15. Juni 2020 Dällikon) war ein deutscher Pianist.
Wolfram Lorenzen studierte bei Klaus Linder (Basel), Ludwig Hoffmann (München) und Paul Badura-Skoda. Meisterkurse u. a. bei Wilhelm Kempff. Aus verschiedenen nationalen (Bundesauswahl Deutscher Musikrat) und internationalen Wettbewerben (Monza, Vercelli, Senigallia u. a.) ging Lorenzen als Preisträger hervor.
1982 wurde ihm beim 6. Internationalen Klavierwettbewerb in Montevideo/Uruguay der 1. Preis verliehen. Seither führten ihn Konzertreisen in 50 Länder aller Erdteile. Er konzertierte mit bekannten Orchestern und renommierten Dirigenten, wobei er 70 Klavierkonzerte sowie ein umfangreiches Solo-Repertoire und etwa 400 Kammermusikwerke zur Aufführung brachte.
Wolfram Lorenzen ist Gast bei den Rundfunkanstalten des deutschsprachigen Raumes sowie bei vielen Festivals wie Luzern, den Salzburger Festspielen, dem Festival van Vlaanderen und dem Schleswig-Holstein Musikfestival.
Mit der Klarinettistin Sabine Meyer und dem Flötisten Peter-Lukas Graf verbindet ihn eine jahrelange Zusammenarbeit.
Der Pianist spielte zusammen mit der Geigerin Renate Eggebrecht und dem Fanny Mendelssohn Quartett die Edition Klavierkammermusik von Max Reger auf drei CDs ein. 1998 legte der Pianist die CD-Weltersteinspielung der autographen Reinschrift des Klavierzyklus "Das Jahr" von Fanny Mendelssohn-Hensel vor. Seine CD-Einspielungen von Klavierwerken Robert Schumanns erschienen im Jahr 2006 zum Gedenken an den 150. Todestag. 2010 veröffentlichte er ein zweites Album mit Werken von Robert Schumann und Clara Schumann.

## Einspielungen
- Robert Schumann, Faschingsschwank op. 26, Fantasiebilder op. 12, Symphonische Etüden op. 13, 2006. Abegg-Variationen op. 1, Novelletten op. 21, 2010
- Clara Schumann, Sonate g-Moll (1841), 2010
- Fanny Mendelssohn-Hensel, "Das Jahr", 12 Charakterstücke für Klavier nach der Reinschrift von 1842, Klavierstücke C-Dur und As-Dur, 1998
- Max Reger, Violinsonate op. 72 (Renate Eggebrecht Violine), Klavierquintett op. 64, Klaviertrio op. 102, Klavierquartette opp. 113 und 133 (Fanny Mendelssohn Quartett), 1996–98.
- Max Reger, Konzert für Klavier und Orchester F-Moll op. 114 (1910), Sinfonieorchester St. Gallen, Dirigent: Reinhard Petersen.  2010
- Max Reger, Sonatinen op. 89 Nr. 1 und Nr. 3 (1905–1908), Fünf Humoresken op. 20 (1898), Variationen über ein Thema von Johann Sebastian Bach op. 81 (1904), 2010
- Béla Bartók, Rhapsodie für Klavier und Orchester op. 1 (1904), Radio-Sinfonieorchester Stuttgart des SWR, Dirigent: Jiri Starek, 2010
- Felix Mendelssohn Bartholdy, Capriccio brillant für Klavier und Orchester op. 22 (1832), Radio-Sinfonieorchester Stuttgart des SWR, Dirigent: Ernest Bour, 2010